# Uefa Champions League 2017/2018
Uefa Champions League 2017/2018 var den 63:e säsongen av Uefa Champions League, Europas största fotbollsturnering, och den 26:e säsongen sedan den bytte namn från Europacupen.
Turneringen inleddes 12 september 2017 och finalen spelades den 26 maj 2018 på Olympiastadion i Kiev, Ukraina.
Vinnarna av Uefa Champions League 2017/2018 kommer att kvalificera sig som Uefa-representant vid klubblags-VM 2018 i Förenade Arabemiraten samt mot vinnarna av Uefa Europa League 2017/2018 i Uefa Super Cup.
Real Madrid är regerande Champions League-mästare.

## Deltagare

### Ranking av förbund
För Uefa Champions League 2017/2018 är förbunden tilldelade platser efter 2016 års koefficient, koefficienten tar hänsyn till förbundens resultat i europeiska tävlingar 2011/2012 till och med 2015/2016.

## Kvalomgångar

### Första kvalomgången
| Första kvalomgången – 10 deltagande klubblag | Första kvalomgången – 10 deltagande klubblag | Första kvalomgången – 10 deltagande klubblag | Första kvalomgången – 10 deltagande klubblag | Första kvalomgången – 10 deltagande klubblag |
| -------------------------------------------- | -------------------------------------------- | -------------------------------------------- | -------------------------------------------- | -------------------------------------------- |
| Lag 1                                        | Totalt                                       | Lag 2                                        | Möte 1                                       | Möte 2                                       |
| Víkingur                                     | 6–2                                          | Trepça'89                                    | 2–1                                          | 4–1                                          |
| Hibernians                                   | 3–0                                          | FCI Tallinn                                  | 2–0                                          | 1–0                                          |
| Alashkert                                    | 2–1                                          | FC Santa Coloma                              | 1–0                                          | 1–1                                          |
| The New Saints                               | 4–3                                          | Europa                                       | 1–2                                          | 3–1 (e.f.)                                   |
| Linfield                                     | 1–0                                          | La Fiorita                                   | 1–0                                          | 0–0                                          |

### Andra kvalomgången
| Andra kvalomgången – 34 deltagande klubblag | Andra kvalomgången – 34 deltagande klubblag | Andra kvalomgången – 34 deltagande klubblag | Andra kvalomgången – 34 deltagande klubblag | Andra kvalomgången – 34 deltagande klubblag |
| ------------------------------------------- | ------------------------------------------- | ------------------------------------------- | ------------------------------------------- | ------------------------------------------- |
| Lag 1                                       | Totalt                                      | Lag 2                                       | Möte 1                                      | Möte 2                                      |
| APOEL                                       | 2–0                                         | F91 Dudelange                               | 1–0                                         | 1–0                                         |
| Žalgiris Vilnius                            | 3–5                                         | Ludogorets Razgrad                          | 2–1                                         | 1–4                                         |
| Qarabağ                                     | 6–0                                         | Samtredia                                   | 5–0                                         | 1–0                                         |
| Partizan                                    | 2–0                                         | Budućnost Podgorica                         | 2–0                                         | 0–0                                         |
| Hibernians                                  | 0–6                                         | Red Bull Salzburg                           | 0–3                                         | 0–3                                         |
| Sheriff Tiraspol                            | 2–2                                         | Kukësi                                      | 1–0                                         | 1–2                                         |
| Spartaks Jūrmala                            | 01–2                                        | Astana                                      | 0–1                                         | 1–1                                         |
| BATE Borisov                                | 4–2                                         | Alashkert                                   | 1–1                                         | 3–1                                         |
| Žilina                                      | 3–4                                         | FC Köpenhamn                                | 1–3                                         | 2–1                                         |
| Hapoel Be'er Sheva                          | 5–3                                         | Budapest Honvéd                             | 1–2                                         | 3–2                                         |
| Rijeka                                      | 7–1                                         | The New Saints                              | 2–0                                         | 5–1                                         |
| Malmö FF                                    | 2–4                                         | Vardar                                      | 1–1                                         | 1–3                                         |
| Zrinjski Mostar                             | 2–3                                         | Maribor                                     | 1–2                                         | 1–1                                         |
| Dundalk                                     | 2–3                                         | Rosenborg BK                                | 1–1                                         | 2–1 (e.f.)                                  |
| FH                                          | 3–1                                         | Víkingur                                    | 1–1                                         | 2–0                                         |
| Linfield                                    | 0–6                                         | Celtic                                      | 0–2                                         | 0–4                                         |
| IFK Mariehamn                               | 0–9                                         | Legia Warszawa                              | 0–3                                         | 0–6                                         |

### Tredje kvalomgången
| Tredje kvalomgången – Mästare – 20 deltagande klubblag | Tredje kvalomgången – Mästare – 20 deltagande klubblag | Tredje kvalomgången – Mästare – 20 deltagande klubblag | Tredje kvalomgången – Mästare – 20 deltagande klubblag | Tredje kvalomgången – Mästare – 20 deltagande klubblag |
| ------------------------------------------------------ | ------------------------------------------------------ | ------------------------------------------------------ | ------------------------------------------------------ | ------------------------------------------------------ |
| Lag 1                                                  | Totalt                                                 | Lag 2                                                  | Möte 1                                                 | Möte 2                                                 |
| Slavia Prag                                            | 00002–2 (BM)                                           | BATE Borisov                                           | 1–0                                                    | 1–2                                                    |
| Astana                                                 | 3–2                                                    | Legia Warszawa                                         | 3–1                                                    | 0–1                                                    |
| Maribor                                                | 2–0                                                    | FH                                                     | 1–0                                                    | 1–0                                                    |
| Vardar                                                 | 02–4                                                   | FC Köpenhamn                                           | 1–0                                                    | 1–4                                                    |
| Celtic                                                 | 1–0                                                    | Rosenborg BK                                           | 0–0                                                    | 1–0                                                    |
| Hapoel Be'er Sheva                                     | 00003–3 (BM)                                           | Ludogorets Razgrad                                     | 2–0                                                    | 1–3                                                    |
| Viitorul Constanța                                     | 1–4                                                    | APOEL                                                  | 1–0                                                    | 4–0                                                    |
| Red Bull Salzburg                                      | 00001–1 (BM)                                           | Rijeka                                                 | 1–1                                                    | 0–0                                                    |
| Qarabağ                                                | 2–1                                                    | Sheriff Tiraspol                                       | 0–0                                                    | 2–1                                                    |
| Partizan                                               | 3–5                                                    | Olympiakos                                             | 1–3                                                    | 2–2                                                    |

| Tredje kvalomgången – Bäst placerade – 10 deltagande klubblag | Tredje kvalomgången – Bäst placerade – 10 deltagande klubblag | Tredje kvalomgången – Bäst placerade – 10 deltagande klubblag | Tredje kvalomgången – Bäst placerade – 10 deltagande klubblag | Tredje kvalomgången – Bäst placerade – 10 deltagande klubblag |
| ------------------------------------------------------------- | ------------------------------------------------------------- | ------------------------------------------------------------- | ------------------------------------------------------------- | ------------------------------------------------------------- |
| Lag 1                                                         | Totalt                                                        | Lag 2                                                         | Möte 1                                                        | Möte 2                                                        |
| Steaua București                                              | 6–3                                                           | Viktoria Plzeň                                                | 2–2                                                           | 4–1                                                           |
| Nice                                                          | 00003–3 (BM)                                                  | Ajax                                                          | 1–1                                                           | 2–2                                                           |
| Dynamo Kiev                                                   | 00003–3 (BM)                                                  | Young Boys                                                    | 3–1                                                           | 0–2                                                           |
| AEK Aten                                                      | 0–3                                                           | CSKA Moskva                                                   | 0–2                                                           | 0–1                                                           |
| Club Brugge                                                   | 3–5                                                           | İstanbul Başakşehir                                           | 3–3                                                           | 0–2                                                           |

### Playoff
| Playoff-omgången – Mästare – 10 deltagande klubblag | Playoff-omgången – Mästare – 10 deltagande klubblag | Playoff-omgången – Mästare – 10 deltagande klubblag | Playoff-omgången – Mästare – 10 deltagande klubblag | Playoff-omgången – Mästare – 10 deltagande klubblag |
| --------------------------------------------------- | --------------------------------------------------- | --------------------------------------------------- | --------------------------------------------------- | --------------------------------------------------- |
| Lag 1                                               | Totalt                                              | Lag 2                                               | Möte 1                                              | Möte 2                                              |
| Qarabağ                                             | 00002–2 (BM)                                        | FC Köpenhamn                                        | 1–0                                                 | 1–2                                                 |
| APOEL                                               | 2–0                                                 | Slavia Prag                                         | 2–0                                                 | 0–0                                                 |
| Olympiakos                                          | 3–1                                                 | Rijeka                                              | 2–1                                                 | 1–0                                                 |
| Celtic                                              | 8–4                                                 | Astana                                              | 5–0                                                 | 3–4                                                 |
| Hapoel Be'er Sheva                                  | 00002–2 (BM)                                        | Maribor                                             | 2–1                                                 | 0–1                                                 |

| Playoff-omgången – Bäst placerade – 10 deltagande klubblag | Playoff-omgången – Bäst placerade – 10 deltagande klubblag | Playoff-omgången – Bäst placerade – 10 deltagande klubblag | Playoff-omgången – Bäst placerade – 10 deltagande klubblag | Playoff-omgången – Bäst placerade – 10 deltagande klubblag |
| ---------------------------------------------------------- | ---------------------------------------------------------- | ---------------------------------------------------------- | ---------------------------------------------------------- | ---------------------------------------------------------- |
| Lag 1                                                      | Totalt                                                     | Lag 2                                                      | Möte 1                                                     | Möte 2                                                     |
| İstanbul Başakşehir                                        | 3–4                                                        | Sevilla                                                    | 1–2                                                        | 2–2                                                        |
| Young Boys                                                 | 0–3                                                        | CSKA Moskva                                                | 0–1                                                        | 0–2                                                        |
| Napoli                                                     | 4–0                                                        | Nice                                                       | 2–0                                                        | 2–0                                                        |
| 1899 Hoffenheim                                            | 3–6                                                        | Liverpool                                                  | 1–2                                                        | 2–4                                                        |
| Sporting Lissabon                                          | 5–1                                                        | Steaua București                                           | 0–0                                                        | 5–1                                                        |

## Gruppspel
| Lag              | Koeff   |
| ---------------- | ------- |
| Real Madrid      | 176.999 |
| Bayern München   | 154.899 |
| Chelsea          | 106.192 |
| Juventus         | 140.666 |
| Benfica          | 111.866 |
| AS Monaco        | 62.333  |
| Spartak Moskva   | 18.606  |
| Sjachtar Donetsk | 87.526  |

| Lag                 | Koeff   |
| ------------------- | ------- |
| Barcelona           | 151.999 |
| Atlético Madrid     | 142.999 |
| Paris Saint-Germain | 126.333 |
| Borussia Dortmund   | 124.899 |
| Sevilla             | 112.999 |
| Manchester City     | 100.192 |
| Porto               | 98.866  |
| Manchester United   | 95.192  |

| Lag               | Koeff  |
| ----------------- | ------ |
| Napoli            | 88.666 |
| Tottenham Hotspur | 77.192 |
| Basel             | 74.415 |
| Olympiakos        | 64.580 |
| Anderlecht        | 58.480 |
| Liverpool         | 56.192 |
| Roma              | 53.666 |
| Beşiktaş          | 45.840 |

| Lag               | Koeff  |
| ----------------- | ------ |
| Celtic            | 42.785 |
| CSKA Moskva       | 39.606 |
| Sporting Lissabon | 36.866 |
| APOEL             | 26.210 |
| Feyenoord         | 23.212 |
| Maribor           | 21.125 |
| Qarabağ           | 18.050 |
| RB Leipzig        | 15.899 |

### Grupp A
| Nr | Lag               | S | V | O | F | GM | IM | MS  | P  |
| -- | ----------------- | - | - | - | - | -- | -- | --- | -- |
| 1  | Manchester United | 6 | 5 | 0 | 1 | 12 | 3  | +9  | 15 |
| 2  | Basel             | 6 | 4 | 0 | 2 | 11 | 5  | +6  | 12 |
| 3  | CSKA Moskva       | 6 | 3 | 0 | 3 | 8  | 10 | −2  | 9  |
| 4  | Benfica           | 6 | 0 | 0 | 6 | 1  | 14 | −13 | 0  |

| Hemma \ Borta     | Schweiz | Portugal | Ryssland | England |
| Basel             | —       | 5–0      | 1–2      | 1–0     |
| Benfica           | 0–2     | —        | 1–2      | 0–1     |
| CSKA Moskva       | 0–2     | 2–0      | —        | 1–4     |
| Manchester United | 3–0     | 2–0      | 2–1      | —       |

### Grupp B
| Nr | Lag                 | S | V | O | F | GM | IM | MS  | P  |
| -- | ------------------- | - | - | - | - | -- | -- | --- | -- |
| 1  | Paris Saint-Germain | 6 | 5 | 0 | 1 | 25 | 4  | +21 | 15 |
| 2  | Bayern München      | 6 | 5 | 0 | 1 | 13 | 6  | +7  | 15 |
| 3  | Celtic              | 6 | 1 | 0 | 5 | 5  | 18 | −13 | 3  |
| 4  | Anderlecht          | 6 | 1 | 0 | 5 | 2  | 17 | −15 | 3  |

| Hemma \ Borta       | Belgien | Tyskland | Skottland | Frankrike |
| Anderlecht          | —       | 1–2      | 0–2       | 0–4       |
| Bayern München      | 3–0     | —        | 3–0       | 3–1       |
| Celtic              | 0–1     | 1–2      | —         | 0–5       |
| Paris Saint-Germain | 5–0     | 3–0      | 7–1       | —         |

### Grupp C
| Nr | Lag             | S | V | O | F | GM | IM | MS  | P  |
| -- | --------------- | - | - | - | - | -- | -- | --- | -- |
| 1  | Roma            | 6 | 3 | 2 | 1 | 9  | 6  | +3  | 11 |
| 2  | Chelsea         | 6 | 3 | 2 | 1 | 16 | 8  | +8  | 11 |
| 3  | Atlético Madrid | 6 | 1 | 4 | 1 | 5  | 4  | +1  | 7  |
| 4  | Qarabağ         | 6 | 0 | 2 | 4 | 2  | 14 | −12 | 2  |

| Hemma \ Borta   | Spanien | England | Azerbajdzjan | Italien |
| Atlético Madrid | —       | 1–2     | 1–1          | 2–0     |
| Chelsea         | 1–1     | —       | 6–0          | 3–3     |
| Qarabağ         | 0–0     | 0–4     | —            | 1–2     |
| Roma            | 0–0     | 3–0     | 1–0          | —       |

### Grupp D
| Nr | Lag               | S | V | O | F | GM | IM | MS | P  |
| -- | ----------------- | - | - | - | - | -- | -- | -- | -- |
| 1  | Barcelona         | 6 | 4 | 2 | 0 | 9  | 1  | +8 | 14 |
| 2  | Juventus          | 6 | 3 | 2 | 1 | 7  | 5  | +2 | 11 |
| 3  | Sporting Lissabon | 6 | 2 | 1 | 3 | 8  | 9  | −1 | 7  |
| 4  | Olympiakos        | 6 | 0 | 1 | 5 | 4  | 13 | −9 | 1  |

| Hemma \ Borta     | Spanien | Italien | Grekland | Portugal |
| Barcelona         | —       | 3–0     | 3–1      | 2–0      |
| Juventus          | 0–0     | —       | 2–0      | 2–1      |
| Olympiakos        | 0–0     | 0–2     | —        | 2–3      |
| Sporting Lissabon | 0–1     | 1–1     | 3–1      | —        |

### Grupp E
| Nr | Lag            | S | V | O | F | GM | IM | MS  | P  |
| -- | -------------- | - | - | - | - | -- | -- | --- | -- |
| 1  | Liverpool      | 6 | 3 | 3 | 0 | 23 | 6  | +17 | 12 |
| 2  | Sevilla        | 6 | 2 | 3 | 1 | 12 | 12 | 0   | 9  |
| 3  | Spartak Moskva | 6 | 1 | 3 | 2 | 9  | 13 | −4  | 6  |
| 4  | Maribor        | 6 | 0 | 3 | 3 | 3  | 16 | −13 | 3  |

| Hemma \ Borta  | England | Slovenien | Spanien | Ryssland |
| Liverpool      | —       | 3–0       | 2–2     | 7–0      |
| Maribor        | 0–7     | —         | 1–1     | 1–1      |
| Sevilla        | 3–3     | 3–0       | —       | 2–1      |
| Spartak Moskva | 1–1     | 1–1       | 5–1     | —        |

### Grupp F
| Nr | Lag              | S | V | O | F | GM | IM | MS | P  |
| -- | ---------------- | - | - | - | - | -- | -- | -- | -- |
| 1  | Manchester City  | 6 | 5 | 0 | 1 | 14 | 5  | +9 | 15 |
| 2  | Sjachtar Donetsk | 6 | 4 | 0 | 2 | 9  | 9  | 0  | 12 |
| 3  | Napoli           | 6 | 2 | 0 | 4 | 11 | 11 | 0  | 6  |
| 4  | Feyenoord        | 6 | 1 | 0 | 5 | 5  | 14 | −9 | 3  |

| Hemma \ Borta    | Nederländerna | England | Italien | Ukraina |
| Feyenoord        | —             | 0–4     | 2–1     | 1–2     |
| Manchester City  | 1–0           | —       | 2–1     | 2–0     |
| Napoli           | 3–1           | 2–4     | —       | 3–0     |
| Sjachtar Donetsk | 2–1           | 2–1     | 2–1     | —       |

### Grupp G
| Nr | Lag        | S | V | O | F | GM | IM | MS  | P  |
| -- | ---------- | - | - | - | - | -- | -- | --- | -- |
| 1  | Beşiktaş   | 6 | 4 | 2 | 0 | 11 | 5  | +6  | 14 |
| 2  | Porto      | 6 | 3 | 1 | 2 | 15 | 10 | +5  | 10 |
| 3  | RB Leipzig | 6 | 2 | 1 | 3 | 10 | 11 | −1  | 7  |
| 4  | AS Monaco  | 6 | 0 | 2 | 4 | 6  | 16 | −10 | 2  |

| Hemma \ Borta | Frankrike | Turkiet | Portugal | Tyskland |
| AS Monaco     | —         | 1–2     | 0–3      | 1–4      |
| Beşiktaş      | 1–1       | —       | 1–1      | 2–0      |
| Porto         | 5–2       | 1–3     | —        | 3–1      |
| RB Leipzig    | 1–1       | 1–2     | 3–2      | —        |

### Grupp H
| Nr | Lag               | S | V | O | F | GM | IM | MS  | P  |
| -- | ----------------- | - | - | - | - | -- | -- | --- | -- |
| 1  | Tottenham Hotspur | 6 | 5 | 1 | 0 | 15 | 4  | +11 | 16 |
| 2  | Real Madrid       | 6 | 4 | 1 | 1 | 17 | 7  | +10 | 13 |
| 3  | Borussia Dortmund | 6 | 0 | 2 | 4 | 7  | 13 | −6  | 2  |
| 4  | APOEL             | 6 | 0 | 2 | 4 | 2  | 17 | −15 | 2  |

| Hemma \ Borta     | Cypern | Tyskland | Spanien | England |
| APOEL             | —      | 1–1      | 0–6     | 0–3     |
| Borussia Dortmund | 1–1    | —        | 1–3     | 1–2     |
| Real Madrid       | 3–0    | 3–2      | —       | 1–1     |
| Tottenham Hotspur | 3–0    | 3–1      | 3–1     | —       |

## Slutspel

### Seeding
| Grupp | Seedad i åttondelsfinalen | Oseedad i åttondelsfinalen |
| Grupp | Etta                      | Tvåa                       |
| ----- | ------------------------- | -------------------------- |
| A     | Manchster United          | Basel                      |
| B     | Paris Saint-Germain       | Bayern München             |
| C     | Roma                      | Chelsea                    |
| D     | Barcelona                 | Juventus                   |
| E     | Liverpool                 | Sevilla                    |
| F     | Manchester City           | Sjachtar Donetsk           |
| G     | Beşiktaş                  | Porto                      |
| H     | Tottenham Hotspur         | Real Madrid                |

### Åttondelsfinaler
| Åttondelsfinaler – 16 deltagande klubblag | Åttondelsfinaler – 16 deltagande klubblag | Åttondelsfinaler – 16 deltagande klubblag | Åttondelsfinaler – 16 deltagande klubblag | Åttondelsfinaler – 16 deltagande klubblag |
| ----------------------------------------- | ----------------------------------------- | ----------------------------------------- | ----------------------------------------- | ----------------------------------------- |
| Lag 1                                     | Totalt                                    | Lag 2                                     | Möte 1                                    | Möte 2                                    |
| Juventus                                  | 4–3                                       | Tottenham Hotspur                         | 2–2                                       | 2–1                                       |
| Basel                                     | 2–5                                       | Manchester City                           | 0–4                                       | 2–1                                       |
| Porto                                     | 0–5                                       | Liverpool                                 | 0–5                                       | 0–0                                       |
| Sevilla                                   | 2–1                                       | Manchester United                         | 0–0                                       | 2–1                                       |
| Real Madrid                               | 5–2                                       | Paris Saint-Germain                       | 3–1                                       | 2–1                                       |
| Sjachtar Donetsk                          | 00002–2 (BM)                              | Roma                                      | 2–1                                       | 0–1                                       |
| Chelsea                                   | 1–4                                       | Barcelona                                 | 1–1                                       | 0–3                                       |
| Bayern München                            | 8–1                                       | Beşiktaş                                  | 5–0                                       | 3–1                                       |

### Kvartsfinaler
| Kvartsfinaler – 8 deltagande klubblag | Kvartsfinaler – 8 deltagande klubblag | Kvartsfinaler – 8 deltagande klubblag | Kvartsfinaler – 8 deltagande klubblag | Kvartsfinaler – 8 deltagande klubblag |
| ------------------------------------- | ------------------------------------- | ------------------------------------- | ------------------------------------- | ------------------------------------- |
| Lag 1                                 | Totalt                                | Lag 2                                 | Möte 1                                | Möte 2                                |
| Barcelona                             | 00004–4 (BM)                          | Roma                                  | 4–1                                   | 0–3                                   |
| Sevilla                               | 1–2                                   | Bayern München                        | 1–2                                   | 0–0                                   |
| Juventus                              | 3–4                                   | Real Madrid                           | 0–3                                   | 3–1                                   |
| Liverpool                             | 5–1                                   | Manchester City                       | 3–0                                   | 2–1                                   |

### Semifinaler
| Semifinaler – 4 deltagande klubblag | Semifinaler – 4 deltagande klubblag | Semifinaler – 4 deltagande klubblag | Semifinaler – 4 deltagande klubblag | Semifinaler – 4 deltagande klubblag |
| ----------------------------------- | ----------------------------------- | ----------------------------------- | ----------------------------------- | ----------------------------------- |
| Lag 1                               | Totalt                              | Lag 2                               | Möte 1                              | Möte 2                              |
| Bayern München                      | 3–4                                 | Real Madrid                         | 1–2                                 | 2–2                                 |
| Liverpool                           | 7–6                                 | Roma                                | 5–2                                 | 2–4                                 |

### Final
|             | 26 maj 2018 | Real Madrid                            | 3 – 1           | Liverpool      | Olympiastadion                                               |                                                              |
| 21:45 UTC+3 | 21:45 UTC+3 | Karim Benzema 51′ Gareth Bale 64′, 83′ | (0 – 0) Rapport | 55′ Sadio Mané | Kiev, Ukraina Publik: 61 561 Domare: Milorad Mažić (Serbien) | Kiev, Ukraina Publik: 61 561 Domare: Milorad Mažić (Serbien) |
| 21:45 UTC+3 | 21:45 UTC+3 |                                        |                 |                | Kiev, Ukraina Publik: 61 561 Domare: Milorad Mažić (Serbien) | Kiev, Ukraina Publik: 61 561 Domare: Milorad Mažić (Serbien) |
| 21:45 UTC+3 | 21:45 UTC+3 |                                        |                 |                | Kiev, Ukraina Publik: 61 561 Domare: Milorad Mažić (Serbien) | Kiev, Ukraina Publik: 61 561 Domare: Milorad Mažić (Serbien) |

## Statistik

### Skytteliga
| Rank | Spelare           | Lag                 | Mål | Spelade minuter |
| ---- | ----------------- | ------------------- | --- | --------------- |
| 1    | Cristiano Ronaldo | Real Madrid         | 15  | 1170            |
| 2    | Mohamed Salah     | Liverpool           | 10  | 930             |
| 2    | Sadio Mané        | Liverpool           | 10  | 940             |
| 2    | Roberto Firmino   | Liverpool           | 10  | 1056            |
| 5    | Wissam Ben Yedder | Sevilla             | 8   | 651             |
| 5    | Edin Džeko        | Roma                | 8   | 1078            |
| 7    | Harry Kane        | Tottenham Hotspur   | 7   | 597             |
| 7    | Edinson Cavani    | Paris Saint-Germain | 7   | 680             |
| 9    | Neymar            | Paris Saint-Germain | 6   | 630             |
| 9    | Lionel Messi      | Barcelona           | 6   | 783             |

### Assistliga
| Rank | Spelare         | Lag                 | Assist | Spelade minuter |
| ---- | --------------- | ------------------- | ------ | --------------- |
| 1    | James Milner    | Liverpool           | 9      | 874             |
| 2    | Roberto Firmino | Liverpool           | 8      | 1056            |
| 3    | Luis Suárez     | Barcelona           | 5      | 884             |
| 4    | Eden Hazard     | Chelsea             | 4      | 611             |
| 4    | Neymar          | Paris Saint-Germain | 4      | 630             |
| 4    | Kevin De Bruyne | Manchester City     | 4      | 667             |
| 4    | Mohamed Salah   | Liverpool           | 4      | 930             |

## Anmärkningslista
1. ↑  Matchordningen ändrades efter lottningen. Astana lottades att egentligen spela den första matchen på hemmaplan.
2. ↑  Matchordningen ändrades efter lottningen. FC Köpenhamn lottades att egentligen spela den första matchen på hemmaplan.